# Farmer City
Farmer City is een plaats (city) in de Amerikaanse staat Illinois, en valt bestuurlijk gezien onder De Witt County.

## Demografie
Bij de volkstelling in 2000 werd het aantal inwoners vastgesteld op 2055. In 2006 is het aantal inwoners door het United States Census Bureau geschat op 2015, een daling van 40 (-1,9%).

## Geografie
Volgens het United States Census Bureau beslaat de plaats een oppervlakte van 6,1 km², waarvan 6,0 km² land en 0,1 km² water.

## Plaatsen in de nabije omgeving
De onderstaande figuur toont nabijgelegen plaatsen in een straal van 20 km rond Farmer City.